# Élencourt
 Élencourt  es una comuna y población de Francia, en la región de Picardía, departamento de Oise, en el distrito de Beauvais y cantón de Grandvilliers.
Su población en el censo de 1999 era de 45 habitantes.
Está integrada en la Communauté de communes de la Picardie Verte .

## Demografía
| 47 | 55 | 36 | 33 | 36 | 45 |
| Para los censos de 1962 a 1999 la población legal corresponde a la población sin duplicidades (Fuente: INSEE [Consultar]) |    |    |    |    |    |

- Datos: Q1161307
- Multimedia: Élencourt / Q1161307

1. ↑  Worldpostalcodes.org, código postal n.º 60210.
2. ↑  INSEE, Datos de población para el año 2012 de Élencourt (en francés).